# ユーノー作戦
ユーノー作戦 (Unternehmen Juno) は、第二次世界大戦中の1940年6月に実施されたドイツ軍の作戦で、ナルヴィク地域のドイツ軍を助けるために海軍部隊を派遣するというものであった。作戦中、戦艦「グナイゼナウ」、「シャルンホルスト」がイギリス空母「グローリアス」を撃沈した。

## 作戦開始まで
ドイツ軍は1940年4月にノルウェー各地に侵攻を開始した。各地の占領に成功したドイツ軍であるが、ノルウェー北部のナルヴィクでは、上陸したエドゥアルト・ディートルの部隊は連合国軍の攻撃により孤立していた。連合国は5月28日にはナルヴィクを占領した。この状況で、大型客船「オイローパ」と「ブレーメン」による増援部隊の輸送計画が立案されたが、これは無謀な計画であり実行されなかった。次いで戦艦「グナイゼナウ」、「シャルンホルスト」、重巡洋艦「アドミラル・ヒッパー」、駆逐艦4隻による作戦が計画された。これがユーノー作戦である。
海軍総司令官エーリヒ・レーダー元帥が出した指令によれば、作戦内容はナルヴィクとハーシュタ地域の敵艦船を攻撃し、ディートル部隊を助けることであった。これは艦隊を率いるヴィルヘルム・マルシャル中将に一定の裁量を認めるものであったが、指揮系統上レーダーとマルシャルの間に入る西部方面海軍司令長官アルフレート・ザールヴェヒター上級大将はハーシュタへの突入を命じた。さらに、ナルヴィクへ向け移動中の陸上部隊の支援も任務に加えられた。マルシャルはレーダーと会談し、レーダーの発言からハーシュタ突入ではなく周辺の水上目標攻撃も可であると考えた。

## 艦隊出撃
6月4日、戦艦「グナイゼナウ」（旗艦）、「シャルンホルスト」、駆逐艦「ハンス・ロディ」、「ヘルマン・シェーマン」、「エーリヒ・シュタインプリンク」、「カール・ガルスター」がキールを出撃した。さらに途中で重巡洋艦「アドミラル・ヒッパー」が合流した。艦隊は7日にハーシュタ沖に到達した。夕方、マルシャルは艦隊内の上級士官を集め会議を開いた。西航する複数の敵部隊が確認されていたことから、会議中イギリス軍が撤退中ではないかという意見が出された。さらに、夜になってようやくハーシュタの状況についての電文がマルシャルの元に届いた。それによれば、ハーシュタには敵艦は1隻しかいなかったということであった。これらのことから、敵は撤退中であるとの考えを強めたマルシャルは、ハーシュタ攻撃を取りやめ敵船団の攻撃に向かうことを決めた。実際、この時連合国は撤退中であった。

## 戦闘
6月8日、マルシャルは船団攻撃に向かうことをザールヴェヒターに伝えた。ザールヴェヒターはハーシュタへ向かうよう命じてきたが、マルシャルはこれを無視した。午前中、ドイツ艦隊はノルウェーのタンカー「オイルパイオニア」、ツリー型トローラー「ジュナイパー」を沈めた。「ジュナイパー」は「アドミラル・ヒッパー」により沈められ、「オイル・パイオニア」は「グナイゼナウ」からの砲撃で炎上後「ヘルマン・シェーマン」が雷撃で沈めた。
次いで兵員輸送船「オラマ」と、病院船「アトランティス」が発見され、「アドミラル・ヒッパー」と「ハンス・ロディ」が「オラマ」を沈めた。また、偵察機が重巡を含む部隊を報告したが、これはドイツ艦隊を誤認したものであった。

## 空母グローリアス撃沈
オラマ撃沈後は敵を発見できなかったことから、マルシャルは空母が北方にいるとの情報に基づき北へ向かうことを決めた。
「アドミラル・ヒッパー」と駆逐艦をトロンハイムへ向かわせ、戦艦2隻は北上した。そしてイギリス空母「グローリアス」、護衛の駆逐艦「アカスタ」、「アーデント」と遭遇し、3隻とも撃沈した（ノルウェー沖海戦）。だが、「シャルンホルスト」も「アカスタ」の発射した魚雷1本が命中して損傷したため、作戦は中止された。
「シャルンホルスト」はトロンハイムへ送られた。マルシャル大将はその後も「グナイゼナウ」と「アドミラル・ヒッパー」を率いて出撃したが戦果はあげられず、6月20日に「グナイゼナウ」もイギリス潜水艦「クライド」に雷撃されて魚雷1本が命中し損傷してしまった。

## 結果
マルシャルはハーシュタへ向かわなかったこと、「オイル・パイオニア」と「オラマ」を拿捕ではなく撃沈したことや「シャルンホルスト」を損傷させたことでレーダーから激しく非難された。空母撃沈という戦果は評価されなかった。マルシャルは病気を理由に辞任し、後任にはギュンター・リュッチェンスがあてられた。